# Símbol d'estimació

Signe d'estimació

El signe d'estimació (℮) és una marca que per llei ha de ser afegida a la massa o volum nominal imprès en productes envasats de venda a la Unió Europea. Certifica que el contingut real del paquet compleix els criteris exigits d'Estimació estadística:
- La quantitat mitjana aritmètica de producte en un lot de paquets no és menor que l'especificada en el paquet.
- Cap paquet no té un error per defecte superior al doble del límit establert.

Tolerància d'error absolut
Tolerància d'error relatiu

| Massa (g) o capacitat (ml) nominal | Error màxim tolerable per defecte |
| ---------------------------------- | --------------------------------- |
| 5-50                               | 9%                                |
| 50-100                             | 4,5 g o ml                        |
| 100-200                            | 4,5%                              |
| 200-300                            | 9 g o ml                          |
| 300-500                            | 3%                                |
| 500-1000                           | 15 g o ml                         |
| 1-1000                             | 1,5%                              |